# Jarl
Jarl és, en les llengües escandinaves, l'equivalent al títol de comte o de duc (cf. l'anglès «earl»).
En la mitologia nòrdica, Jarl era el fill de Ríg (Heimdal) i de Modir (la sang més pura). Ríg parla a Jarl sobre les runes i altres màgies, així com del llenguatge de les aus. Jarl reuní llavors a alguns homes i conquistà diverses terres. Després es casà amb Erna, amb qui tingué onze fills, els avantpassats dels guerrers de la societat nòrdica.
La posició d'un jarl s'especifica a la Rígsthula, una llegenda escandinava que descriu al déu Ríg gitat amb les seues tres parelles per procrear i portar al món a les tres classes socials: thralls, karls i jarls. El poema descriu com ha de ser la imatge, el comportament, i el tipus de treball que s'espera de cadascun:
Un jove parí Módir, el vestí amb sedes,
amb aigua l'esquitxà, Jarl l'apellaren;
blond era son cabell, brillants les seues galtes,
aguts sons ulls com els d'una serpent.
Cresqué allí Jarl entre els bancs;
brandia escut de til, trenava cordes d'arc,
tensava els arcs, feia puntes de sageta,
llançava els dards, agitava les llances,
muntava a cavall, incitava als cans,
empunyava l'espasa, es tirava a nedar.
Arribà després al bosc Ríg pel camí,
Ríg pel camí, i li mostrà les runes;
li digué com nomia, i que era fill seu;
llavors li oferigué els béns alodials,
els béns alodials i els camps antics.
Partí llavors per boscs obscurs,
monts plens de gel, fins a arribar a una casa;
començà a brandir les astes, i a agitar escuts,
galopà a cavall, i brandí l'espasa;
començà la lluita, envermellí el pla,
matà guerrers, destruí les terres.
El earl és un títol nobiliari adoptat a Anglaterra després de la conquista del rei viking Canut II de Dinamarca. Aquest títol designava, en principi, als governadors dels shires o als comtes. Des del segle xix, aquest títol és únicament honorífic i no implica cap funció.